# 熊田俊郎
熊田 俊郎（くまだ としお）は、日本の社会学者。駿河台大学教授。専攻は理論社会学、地域社会学、都市社会学。

## 人物・来歴
慶應義塾大学大学院社会学研究科博士課程単位取得の後、1987年に駿河台大学法学部講師となる。1990年に同大学助教授を経て、1999年に教授に就任した。思想や文化と都市の関係などを研究し、大学では社会学、地域政策、都市論、産業社会論などを講ずる。またブックタウン運動に関心を持ち、各地の古本屋を巡るフィールドワークを行っている。
この間に1989年に北京日本学研究センター講師、1993年に慶應義塾大学法学部非常勤講師を務めた。

## 著書
- 『社会学入門』（有末賢・霜野壽亮・関根政美、弘文堂、1996年）
- 『都市社会学』（藤田弘夫・吉原直樹、有斐閣、1999年）
- 『中国・北京の都市空間構造に関する研究』（文部科学省科学研究費報告書、2004年）
- 『神田神保町とヘイ・オン・ワイ――古書とまちづくりの比較社会学』（大内田鶴子・小山騰・藤田弘夫、東信堂、2008年）
- 『世界の都市社会計画（アーバン・ソーシャルプランニングを考える）』（橋本和孝・藤田弘夫・吉原直樹、東信堂、2008年）